# 電気通信省
電気通信省（でんきつうしんしょう、Ministry of Telecommunications）は、かつて存在した日本の中央省庁。発足から3年後に現業部門は日本電信電話公社に、行政部門は郵政省や運輸省に引き継がれたため、3年余りの僅かの期間しか存在しなかった。現在の総務省、国土交通省、NTTグループ、KDDIの前身にあたる。

## 来歴

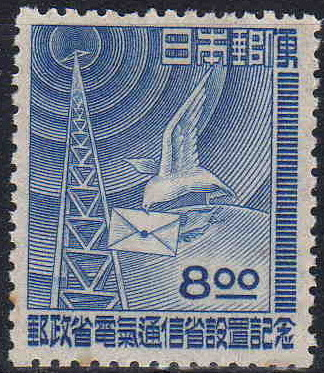
郵政・電気通信両省設置記念切手

- 1949年（昭和24年）6月1日 - 逓信省が二省分離（郵電分離）され、郵政省とともに電気通信省が設置された[2]。
- 1950年（昭和25年）6月1日 - 電気通信省の電波庁は廃止され、電波監理行政は総理府に新設された電波監理委員会が引き継いだ。
- 1950年（昭和25年）12月12日 - 電気通信省の航空保安庁は廃止され[3]、運輸省に新設された航空庁[4]に業務を引き継いだ。
- 1952年（昭和27年）8月1日 - 電気通信省は廃止され、日本電信電話公社に移行した。総理府の電波監理委員会も廃止されたことにより、電気通信監督行政、電波監理行政は郵政省が引き継いだ。

## 組織（昭和24年発足当時）
電気通信大臣
電気通信政務次官
電気通信事務次官
電気通信大臣秘書官
内部部局
- 大臣官房
  - 人事部
- 電気通信監室※
- 業務局
  - 周知調査部
  - 計画部
  - 営業部
  - 運用部
  - 国際通信部
- 施設局
  - 施設部
  - 建設部
  - 保全部
  - 資材部
  - 建築部
- 経理局
- 電気通信研究所※

地方機関（地方電気通信局など）、附属機関
外局
- 電波庁
- 航空保安庁

※国家行政組織法第21条（当時）における「現業の行政機関に関する特例」に基づき設置されたもの（電気通信省設置法の一部を改正する法律（昭和24年法律第160号）による電気通信省設置法第7条）。

## 歴代の電気通信大臣等
| 電気通信大臣 | 電気通信大臣 | 電気通信大臣  | 電気通信大臣                 |
| ------------ | ------------ | ------------- | ---------------------------- |
| 1            | 小澤佐重喜   | 第3次吉田内閣 | 1949年6月1日 - 1950年6月28日 |
| 2            | 田村文吉     | 第3次吉田内閣 | 1950年6月28日 - 1951年7月4日 |
| 3            | 佐藤榮作     | 第3次吉田内閣 | 1951年7月4日 - 1952年8月1日  |

- 辞令のある再任は代として数え、辞令のない留任は数えない。
- 臨時代理は空位の場合のみ記載し、海外出張等の一時不在代理は記載しない。

### 電気通信政務次官
| 電気通信政務次官 | 電気通信政務次官 | 電気通信政務次官 | 電気通信政務次官               |
| ---------------- | ---------------- | ---------------- | ------------------------------ |
| 1                | 尾形六郎兵衛     | 第3次吉田内閣    | 1949年6月9日 - 1950年3月3日    |
| 2                | 図司安正         | 第3次吉田内閣    | 1950年3月3日 - 1950年5月2日    |
| 空席             | 空席             | 第3次吉田内閣    | 1950年5月2日 - 1950年7月12日   |
| 3                | 加藤隆太郎       | 第3次吉田内閣    | 1950年7月12日 - 1951年12月12日 |
| 4                | 平井太郎         | 第3次吉田内閣    | 1952年12月12日 - 1952年7月31日 |